# Onderon
Onderon je fiktivní planeta ze světa Star Wars, která se nachází ve Vnitřním pásu galaxie. Okolo planety obíhají celkem čtyři měsíce, největší z nich je Dxun, jenž je k Onderonu tak blízko, že mají částečně společnou atmosféru a některá zvířata mezi oběma tělesy migrují. Planeta je známá pro svou biodiverzitu a zejména pohnutou historii.

## Historie
Přestože planetu v dávných dobách ovládli Rakatové, zůstala po většinu psané historie galaxie civilizací nedotčena. Až někdy mezi léty 5 200 - 4 600 BBY byla zkolonizována lidmi. Agresivní příroda planety donutila osadníky usadit se na jediném místě, které muselo být opevněno desítky metrů vysokým valem. Zde bylo založeno město Iziz.

### Zvířecí války
V roce 4 400 BBY planetu ovládl sithský pán Freedon Nadd a ustanovil se králem. Zavedl zde brutální teokracii a učil místní obyvatelstvo temné straně Síly. Jeho stoupenci "Naddisté" vyhnali všechny Naddovy odpůrce z města do divočiny, kteří byli vydáváni napospas nebezpečné fauně. Všichni vyhnanci, kteří byli Naddem i jeho královskými potomky označováni za kriminálníky, za branami města však nenalezli smrt a postupně se přizpůsobili životu v drsné divočině. Nakonec zformovali druhou civilizaci "jezdců" (v orig. Beast Riders), když si ochočili ty nejnebezpečnější bestie. Jakmile se dvůr dověděl o jejich existenci, vypukla dlouhá a strašlivá Zvířecí válka, jež trvala po 350 let. Jezdci útočili na létajících dračích zvířatech ze vzduchu, zatímco městská vojska je sestřelovala pomocí dělových baterií.
Jezdci pravidelně pořádali na svých zvířatech nájezdy na Iziz, ale ani jedna strana nedokázala tu druhou při bitvách zničit. Král Ommin i královna Amanoa byli stále pod vlivem temné strany Síly, přesto požádali v roce 4 002 BBY o přijetí do Republiky. Ta na planetu vyslala jedijského mistra Arka Jetha, kterému pomáhali jeho padawani. Na planetu se tudíž dostali v roce 4 000 BBY i bratři Qel-Dromové. Při audienci královny Amanoy však došlo k únosu její dcery Galie jezdci, čímž vypukl konflikt. Amanoa přikázala Jediům najít princeznu v divočině. Když ji našli, chystala se na sňatek za "zvířecího prince" Orona Kira. Ulic Qel-Droma se ji pokusil zachránit, ale princezna útěk odmítla a vysvětlila mu, že je to skvělá příležitost konflikt ukončit. Oron Kira Jediům pověděl o skutečné situaci na Onderonu a o historii celého konfliktu, i o železné vládě sithského pána Freedona Nadda.

### Bitva o Iziz
Jediové se společně s nastávajícími novomanželi vrátili do Izizu, zatímco Oronův otec Modon tajně shromažďoval vojsko k útoku pro případ, že by vyjednávání o míru selhalo. Jenže královna Amanoa, jak je spatřila, doslova vyvolala ducha Freedona Nadda a proti všem použila moc temné strany a donutila je uprchnout tajným východem. Modonova vojska se proto vydala na největší pochod v historii a vypukl konflikt o Iziz.
Jezdci na létajících zvířatech i na pozemních bumách brzy prolomili obranný val města a obsadili všechny čtvrtě. Pouze královský palác, jenž byl dobře střežen naddistickou gardou a duchem Freedona Nadda, odolával. Cay Qel-Droma se pokusil královnu v paláci konfrontovat sám, ale byl odstaven její gardou. Jeho bratr Ulic se na záchranu bratra musel dovnitř prostřílet, ale královna toho využila k úniku k podzemní hrobce Freedona Nadda. Poté se obloha planety zatáhla Naddovou temnotou a Naddisté začali jezdce i jejich zvířata vytlačovat z města. Princezna Galie i Oron Kira byli při bitvě málem zabiti, ale zachránil je mistr Arka Jeth, jenž svou mocí vyrovnal síly. Spustil svou schopnost bitevní meditace proti Naddistům, čímž utlumil vliv temné strany na planetu a definitivně zvrátil průběh bitvy.
Poté se Jeth vydal i se svými padawany a Galií s Oronem hledat Amanou. Nalezli ji modlící se nad hrobem Freedona Nadda. Její temná strana se však nemohla měřit s uměním mistra Jedi. S odstraněním hrobky z paláce a zejména Naddova světelného meče byla královská krev očištěna od temné strany. Smrt královny Amanoy tedy znamenala konec první bitvy o Onderon a zároveň konec Zvířecích válek. Nová královna Galia se poté provdala za Orona Kira, sithský král Ommin abdikoval a společně sjednotili Onderon. Naddova hrobka byla přesunuta na měsíc Dxun pod obří bunkr z mandalorianské oceli, jež měla zabránit rozšíření vlivu temného pána.

### Staré Sithské války
V roce 3998 BBY však vypuklo povstání Naddistů, kteří usilovali o svržení nově korunovaného páru a opětovné nastolení sithské vlády. Po opětovném zásahu Republiky a řádu Jedi byl rychle nastolen mír, když byli zabiti všichni Sithové na planetě, včetně bývalého krále Ommina. Vyhnaní jezdci se mohli vrátit do Izizu a planeta bohatla díky obchodu s přírodními materiály. Jenže o dva roky později na svět vpadli Mandaloriani, kteří však byli poraženi a museli se stáhnout na Dxun.
V roce 3 963 BBY zde začaly Mandalorianské války První bitvou o Onderon, když byl tento svět během několika hodin, ne-li minut o ovládnut. Onderonská armáda se proto ukryla do podzemí a divočiny a vedla s Mandaloriany zákopovou válku, v níž vyrostl nový hrdina, generál Vaklu. O tři roky později byla planeta osvobozena při operaci, jež vešla do dějin jako Druhá bitva o Onderon. Mandaloriané byli z planety vytlačeni na Dxun, kde je Revanovi jediové dále pronásledovali při tzv. Druhé bitvě o Dxun, kde Republika utrpěla i přes vítězství ohromné ztráty.
Během jedijské občanské války se na planetě téměř nebojovalo. Darth Revan totiž pravděpodobně nikdy tento svět nechtěl ovládnout a chtěl ho zachovat pro budoucí obnovu galaxie. Po válce se také stalo a Ithoriani začali z Onderonu ve velkém nakupovat floru i faunu pro projekt obnovy na Telos IV. Postupem času si generál Vaklu začal budovat svůj kult válečného hrdiny a na svou stranu získal celou armádu a velkou část obyvatelstva.

### Občanská válka
Postupem času začal Vaklu vést konfrontační politiku vůči své sestřenici, královně Talii Kiře. Byl přesvědčen, že by Mandaloriané nikdy na Onderon nezaútočili, kdyby nebyli součástí Republiky, zatímco Talia Kira Republiku obhajovala, proto usiloval o odtržení Onderonu od Republiky. Také nesouhlasil s vývozem flory a fauny na válkami zničené světy. Konflikt vedl k planetární blokádě, kdy Vakluova flotila neprodyšně uzavřela svět před vnějšími vlivy. Jediný, kdo dokázal blokádu "prolomit", byla malá loď Ebon Hawk. Vaklu tohoto incidentu využil k obvinění Republiky, že útočí na Onderon a vyzval Talii Kiru k odstoupení.
Dokonce zašel tak daleko, že se tajně sešel s Darth Nihilusem, který mu poskytl posily, aby svrhl královnu násilím. Výměnou za to Nihilusovi učedníci dostali povolení vyhledat na Dxunu hrobku Freedona Nadda. Nihilus nakonec Vakluovi nakázal zahájit revoluci a vypukla tak onderonská občanská válka. Vakluovy jednotky brzy za pomoci Sithů obklíčily královský palác, avšak díky včasnému zásahu Vypovězené rytířky Jedi se jim nepovedlo královnu svrhnout. Vaklu byl poté zajat a postaven před soud.

### Po válkách
Onderon pod vládou královny Talie Kiry setrval v Republice. Po několika staletích byla příroda zkrocena a onderonská divočina již nebyla tolik nebezpečná jako v období zvířecích válek. V době kolem roku 0 ABY, kdy se odehrála bitva o Yavin, byl Onderon pod vládou Galaktického impéria, ale o dva roky později zde rebelové zničili místní imperiální základnu. Planeta byla též dějištěm návratu Palpatinea. Zde také jeho poslední klon zemřel.